# (55830) 1995 WA19
1995 دابليو أي 19 (ويعرف أيضًا باسم (55830) 1995 دابليو أي 19 وفق تسمية الكوكب الصغير) (بالإنجليزية: 1995 WA19)‏ هو كويكب ضمن حزام الكويكبات؛ وترتيبه 55830 من حيث الاكتشاف.
اكتُشف هذا الجُرم الفلكي بواسطة سبيس واتش في 17 نوفمبر 1995.

## وصلات خارجية
- (55830) 1995 WA19 في قاعدة بيانات مختبر الدفع النفاث لأجرام النظام الشمسي الصغيرة

- الاكتشاف · مخطط المدار ·  العناصر المدارية · المعلمات المادية

- (55830) 1995 WA19 على موقع ويكي سكاي: DSS2, SDSS, GALEX, IRAS, Hydrogen α, X-Ray, Astrophoto, Sky Map, Articles and images